# 小宮路敏
小宮路 敏（こみやじ さとし、1936年（昭和11年）1月8日 - 2018年（平成30年)11月14日）は、昭和・平成時代に活動した日本の教育者、作曲家。玉川学園小学部教諭、玉川大学講師（通信教育課程で音楽を担当）。元文部科学省認定小学校音楽教科書編集委員。名前は「こみやじ びん」と音読みで呼ばれることが多かった。

## 来歴
関東州大連市生まれ、内地引き揚げ後は鹿児島県に住む。現在の鹿児島大学教育学部附属中学校から鹿児島県立鶴丸高等学校を経て、鹿児島大学教育学部音楽科で学ぶ。鹿児島大学卒業後、鹿児島県揖宿郡開聞町(現・指宿市)の開聞中学校で音楽教師を4年間勤めた後、玉川学園創設者小原國芳に導かれ、1962年（昭和37年）東京都町田市にある玉川学園に赴任。小学部にて32年間、大学で7年間教鞭をとる。在職中、教え子の5・6年生全クラス1人1人に写真や手書きで音楽の成長の記録のノートを作成。岡本敏明に作曲を学ぶ。「歩いてゆこう」「もしもコックさんだったなら」「毛虫が三匹」「公園のベンチ」、「歩け若人」などを作曲する。
信仰篤いクリスチャンでもあり、講演では聖書の言葉や河野進の詩を引用することも多かった。また、キリスト教番組への出演や、所属教会では牧師に代わって日曜礼拝の説法を担当することもあった。
玉川を退職（2001年3月）後も教育サークルやハンドベル演奏の指導などに携わり、晩年まで精力的に講演活動を行っていた。2018年11月14日没。

## 関連人物
川上麻衣子は教え子にあたる。「ウチくる!?」（2002年4月7日放送分）に川上がゲストとして出演した際、小学校5年生時に玉川学園で担任だった小宮路が、最後のサプライズゲストとして登場した。
美空ひばりは玉川学園小学部の保護者として小宮路と関係があり、彼女に提供された楽曲「おかあさんありがとう」を小学部卒業式（1984年3月）の祝賀会で歌唱指導したこともある。

## 主な作曲作品
- 歩け若人
- 丘にのぼれば
- 歩いてゆこう
- きれいなこころの湖
- もしもコックさんだったなら
- 毛虫が三匹
- 公園のベンチ
- どんな小さなめぐみも（作詞：河野進）
- 夢はともだち
- ごろりんすいか
- おかあさんありがとう

これらのうち、「もしもコックさんだったなら」は1985年（昭和60年）から2015年（平成27年）までの間に教育出版小学校音楽の教科書（3年生）に、「歩いてゆこう」は1976年（昭和51年）から1991年（平成3年）までの間に教育出版小学校音楽の教科書（4年生）に、「きれいなこころの湖」は1999年（平成11年）と2001年（平成13年）の教育出版小学校音楽の教科書（5年生）にそれぞれ掲載された。
JASRACには編曲作品なども含めて80曲ほどの作品が登録されているが、その他に「横浜訓盲学院校歌」や「フレーベル先生の歌」、折にふれて作曲した短い輪唱曲なども多数存在する。
また、外国曲への訳詞・作詞も多く行っている。

## 主な著書
- 『いのちにふれる=真(まこと)の教育者をめざして』瀝々社
- 『つたえよう手のぬくもりを』玉川大学出版部
- 『楽しいリズムあそび』玉川大学出版部
- 『歩いてゆこう』玉川大学出版部 - 作曲集
- 『真の教育をめざして』雲母書房